# Плешкино (Московская область)
Плешкино — деревня в Чеховском районе Московской области, в составе муниципального образования сельское поселение Баранцевское (до 29 ноября 2006 года входила в состав Баранцевского сельского округа).

## Население
| 2002 | 2006 | 2010 |
| ---- | ---- | ---- |
| 11   | ↗18  | ↗29  |

## География
Плешкино расположено примерно в 27 км (по шоссе) на юго-восток от Чехова, на запруженной реке Самородинка (правый приток Лопасни), по обеим сторонам большого Московского кольца, высота центра деревни над уровнем моря — 175 м. На 2016 год в Плешкино зарегистрировано 10 садовых товариществ, деревня связана автобусным сообщением с райцентром и соседними населёнными пунктами.

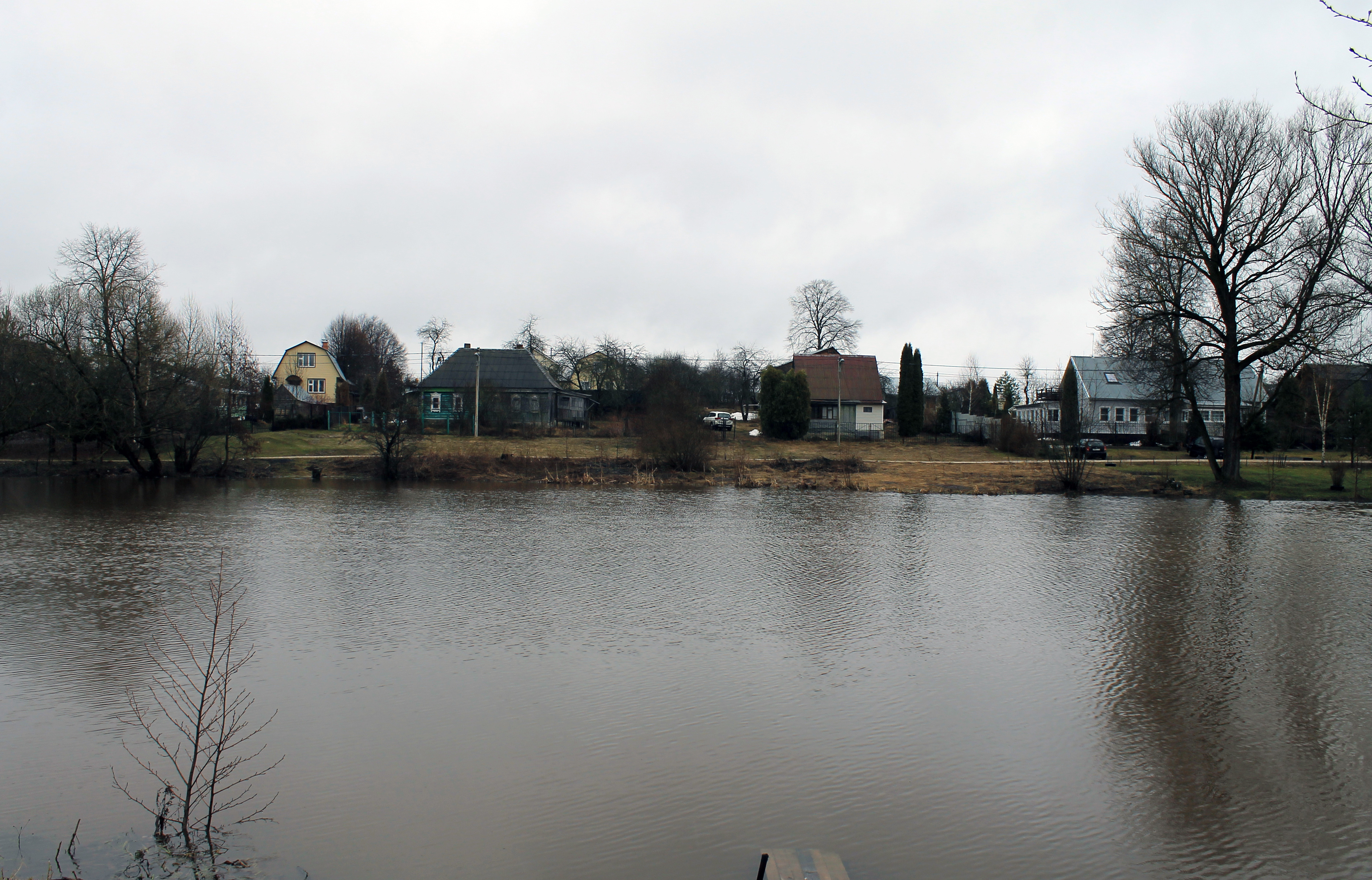
Пруд в деревне Плешкино на реке Самородинка
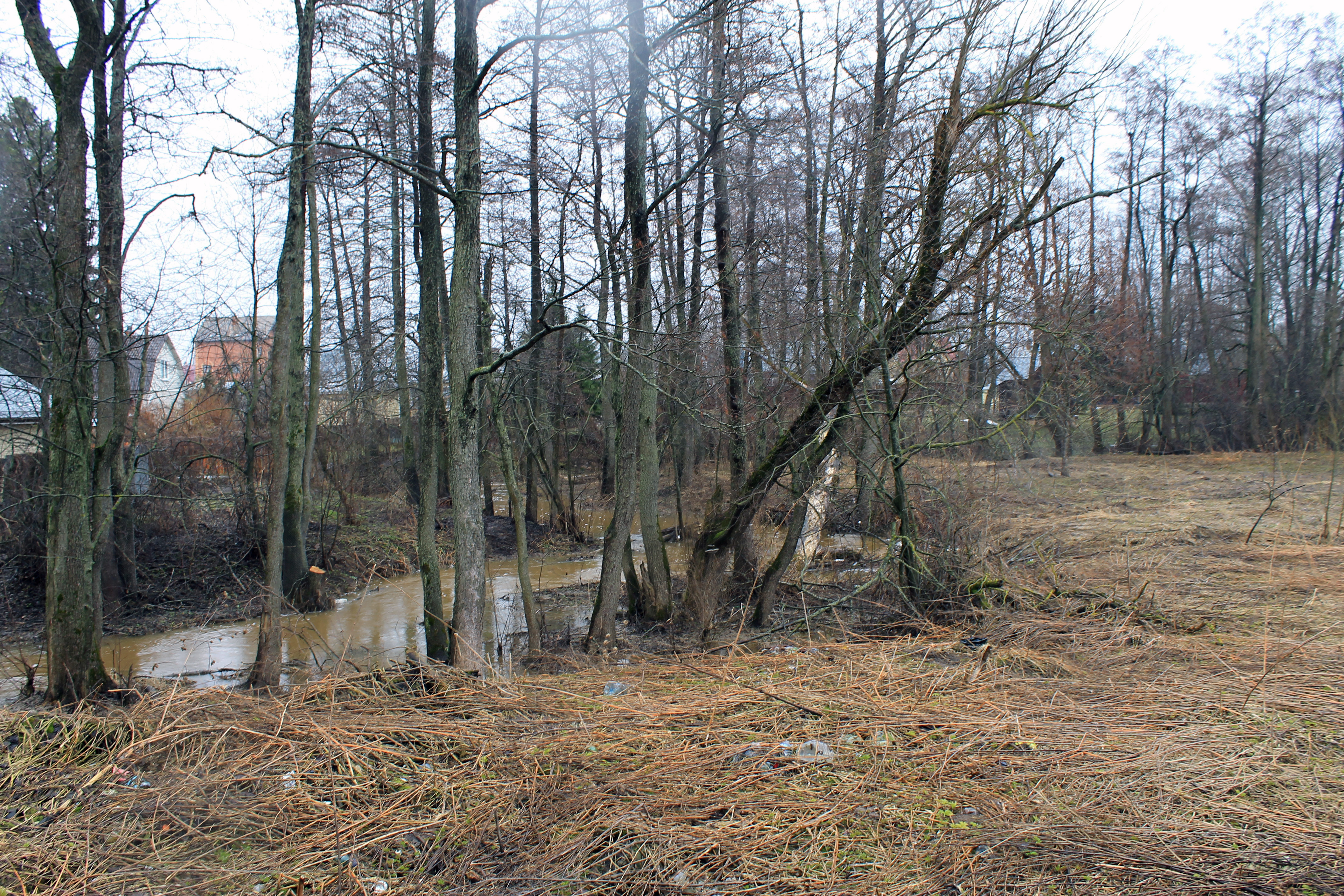
Река Самородинка рядом с деревней Плешкино
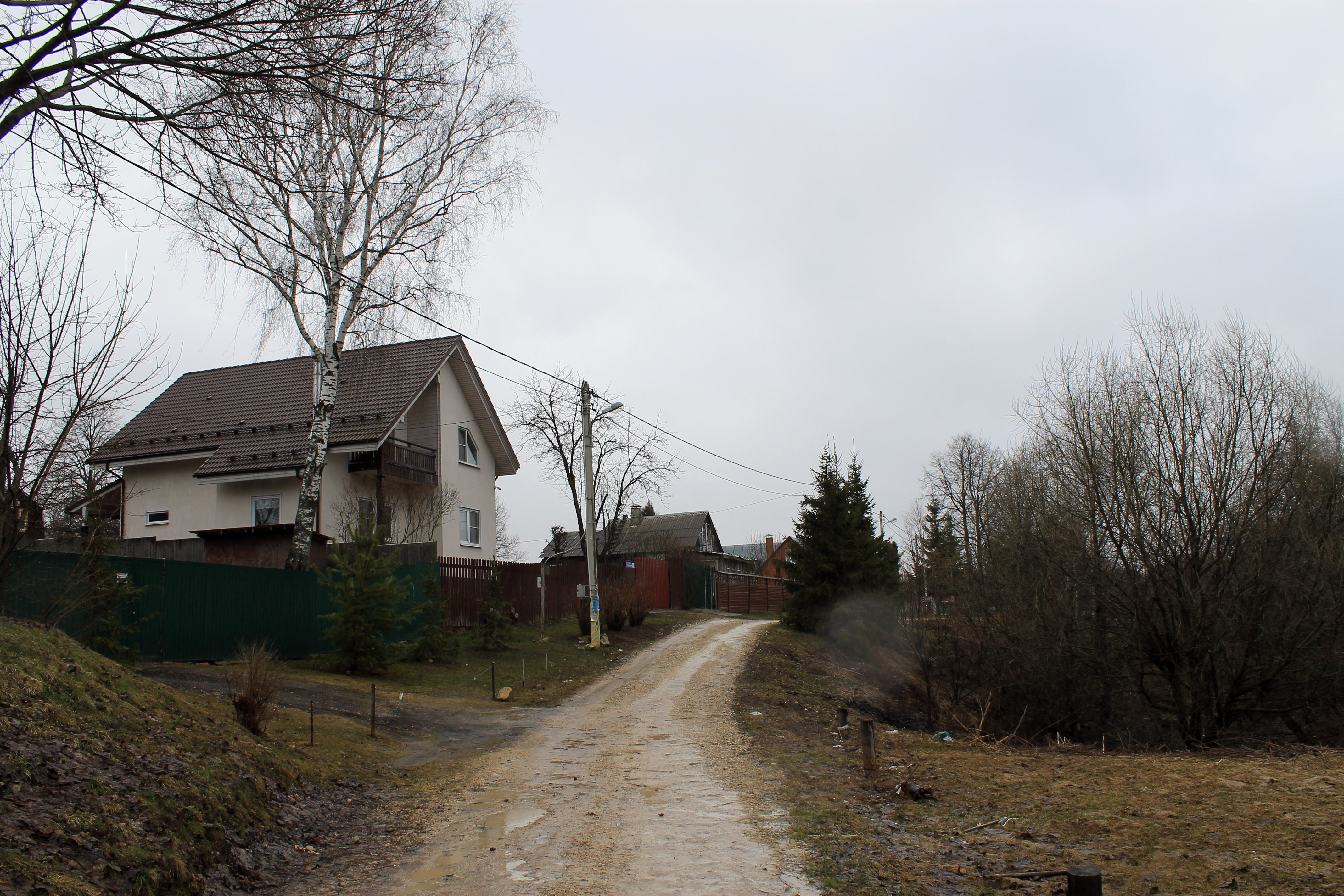
Улица в деревне Плешкино

Традиционные русские деревянные дома в деревне Плешкино
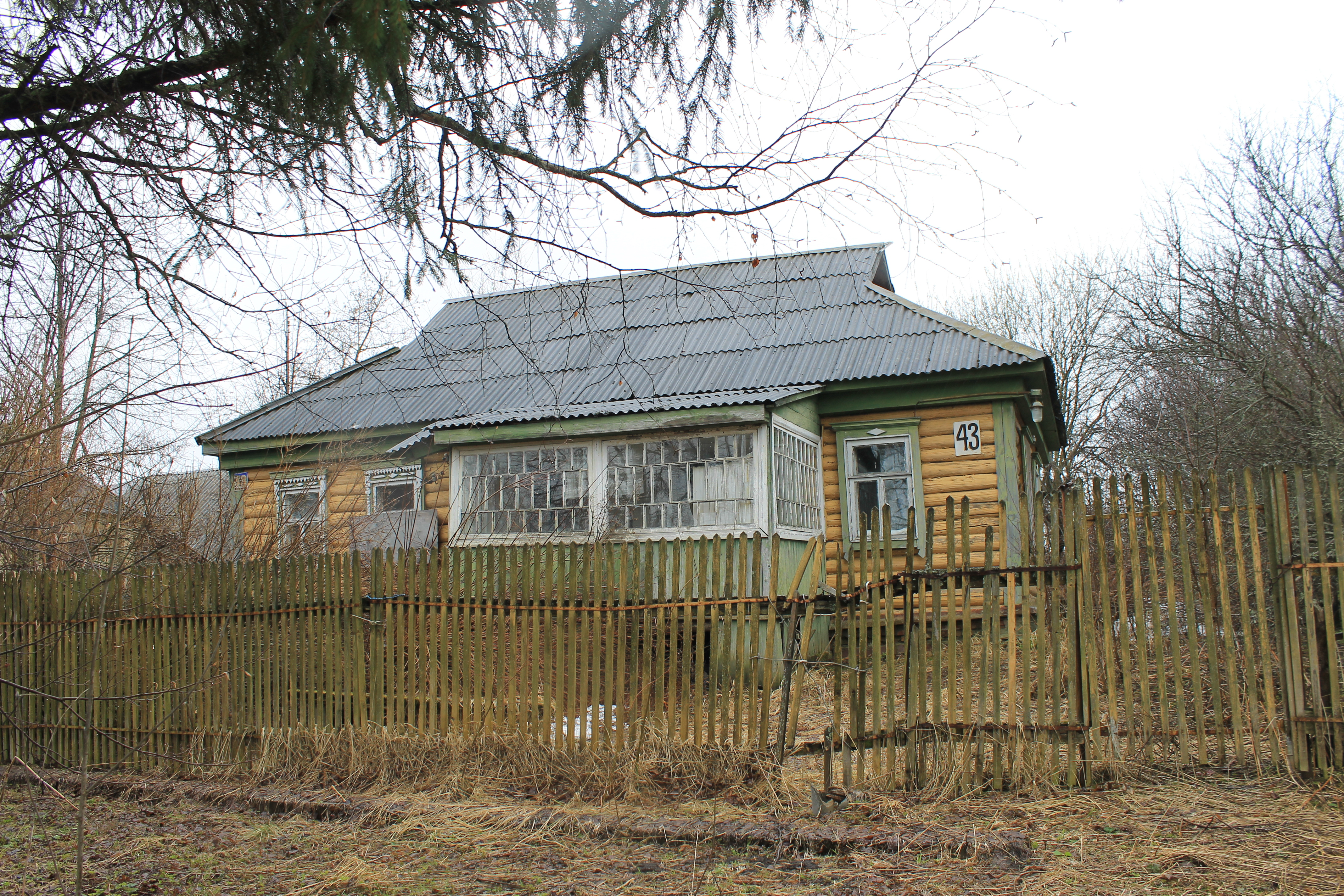
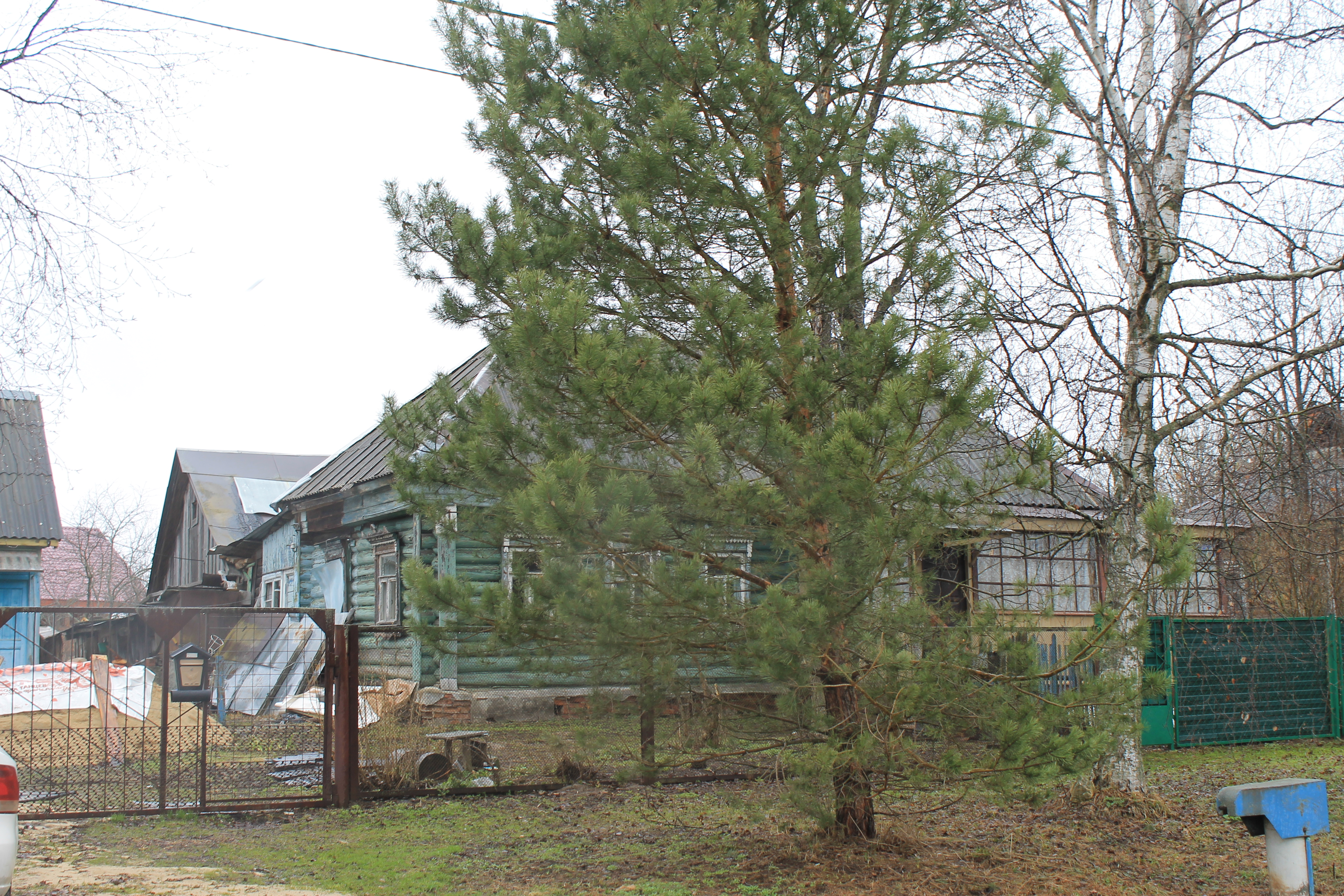
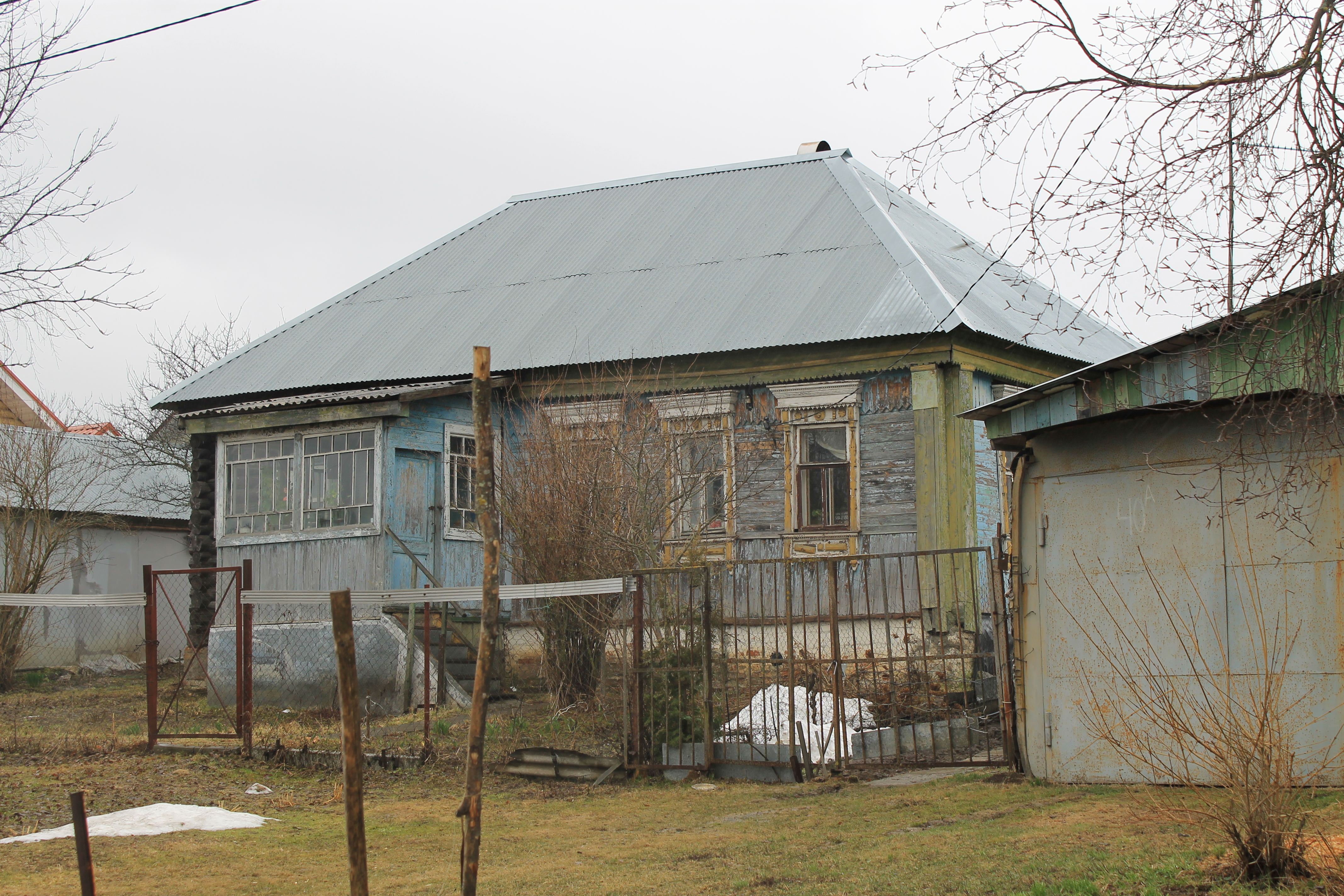
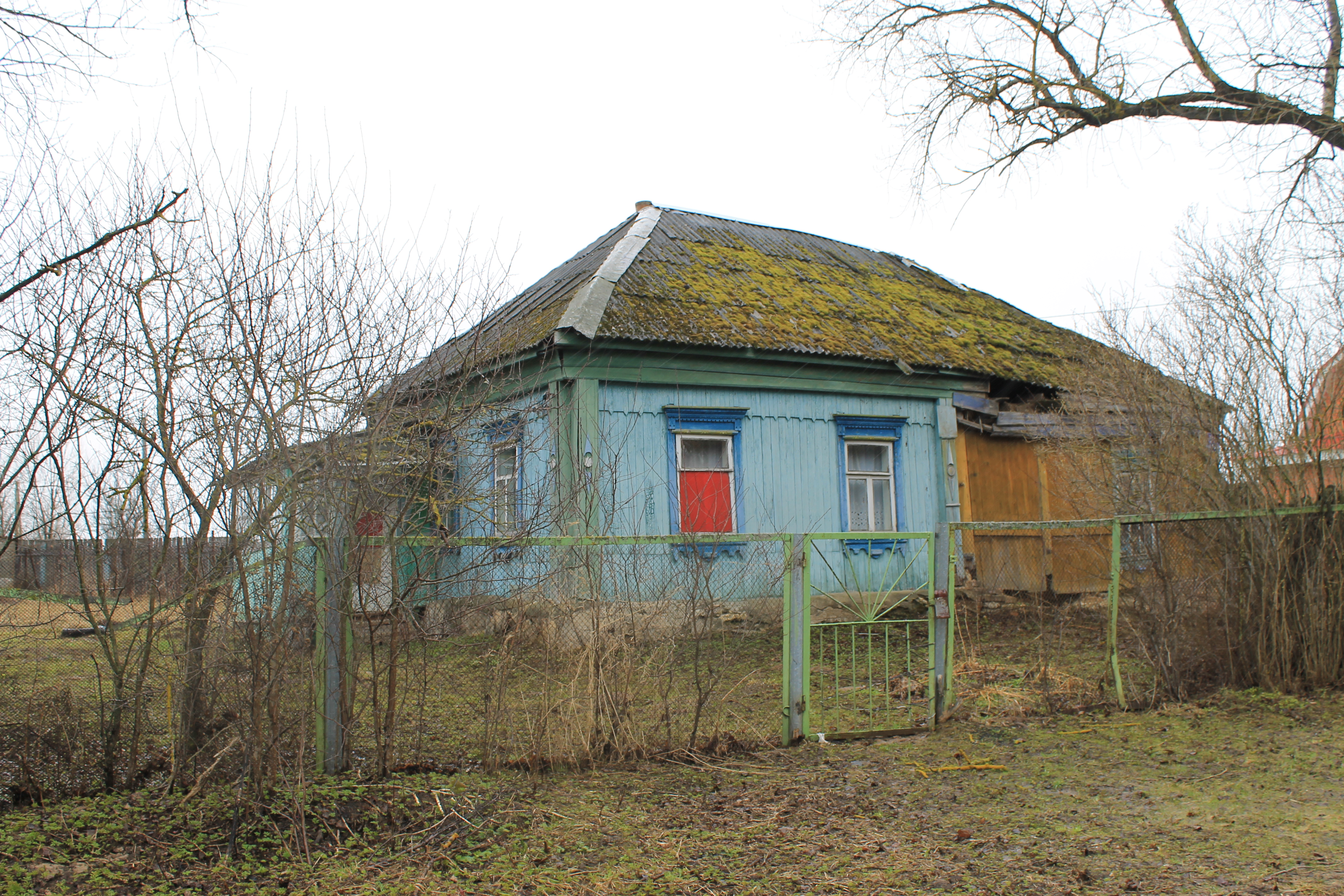